# Наньша (Гуанчжоу)
Наньша́ (кит. упр. 南沙, пиньинь Nánshā) — район городского подчинения города субпровинциального значения Гуанчжоу провинции Гуандун (КНР). С сентября 2012 года большая часть территории района имеет статус нового района Китая (Nansha New Area, 南沙新区) и подчиняется непосредственно правительству провинции.

## География
На болотистых островах в дельте реки Чжуцзян раскинулся природоохранный парк (Nansha Wetland Park). Здесь в мангровых зарослях обитают более 140 видов перелётных птиц, растут редкие виды водяных лилий и лотосов.

### Парковые зоны
- Лесной парк Хуаншаньлу
- Парк Дацзяошань Хайбинь
- Парк Люцзин
- Парк Биньхай
- Сад Пучжоу

## История
Исторически эти места были частью уезда Паньюй. В начале 1950-х годов здесь стали селиться китайцы-реэмигранты из стран Юго-Восточной Азии, и в 1952 году был создан Чжуцзянский административный район (珠江管理区).
В 1992 году уезд Паньюй был преобразован в городской уезд.
8 июля 1993 года в городском уезде Паньюй была образована зона экономического и технологического развития «Гуанчжоу Наньша».
Постановлением Госсовета КНР от 21 мая 2000 года городской уезд Паньюй был преобразован в район городского подчинения.
Постановлением Госсовета КНР от 28 апреля 2005 года зона экономического и технологического развития «Гуанчжоу Наньша» была выделена в отдельный район городского подчинения Наньша.
В 2008 году Чжуцзянский административный район был преобразован в Чжуцзянский уличный комитет.
30 ноября 2012 года из района Паньюй в район Наньша было передано 3 посёлка.

## Административное деление
Район делится на 2 уличных комитета и 6 посёлков.
Основные субрайоны:
- Наньша
- Хуангэ
- Дунчун
- Ланьхэ
- Даган
- Хэнли
- Чжуцзян
- Ваньцинша
- Лунсюэ

## Экономика
В 1993 году на западном берегу рукава Хумэнь на площади 17,6 км² была основана Зона развития экономики и технологий Наньша (Guangzhou Nansha Economic and Technological Development Zone), ставшая базой для многочисленных предприятий по выпуску электроники, химических и пластиковых изделий, кораблей и продуктов питания.
Также в районе расположена Зона свободной торговли, которая является глобальным центром логистики, оформления, лицензирования и распределения китайских товаров. В зоне сконцентрировано немало компаний из Гонконга и Макао. В 2022 году в районе началось строительство индустриального продовольственного парка Фулин. Совместный проект Louis Dreyfus Company, Donlink Group и HAID Group нацелен на производство кормовых белков, развитие аквакультуры, торговлю зерном и продовольственные инновации.

### Промышленность
В промышленном парке Huangge Auto Town сконцентрированы многочисленные заводы по производству автомобилей и автомобильных комплектующих, в том числе автосборочный завод GAC Toyota (совместное предприятие GAC Group и Toyota). Также в районе Наньша базируются производственные комплексы компаний China State Shipbuilding Corporation (судостроение), Dongfang Electric Corporation (энергетическое оборудование для АЭС), Denso (автозапчасти), Evergrande Group (разработка и производство автомобилей на новых источниках энергии, аккумуляторов для электромобилей и электромеханической продукции), Guangzhou Basell Advanced Polyolefins (нефтехимия), SABIC (пластмассы), Luk Fook Holdings (ювелирные изделия) и CAS Space (ракеты).
В районе расположены крупные ТЭС — газово-угольная «Чжуцзян» (Zhujiang Power Station) компании Guangzhou Development Group и угольная «Хуажунь» (Huarun Power Station) компании China Resources Power Holdings. Ранее в Наньше работал нефтеперерабатывающий завод (совместное предприятие компаний Sinopec и Kuwait Petroleum International), однако он был перенесён в другое место из-за загрязнения окружающей среды.

### Туризм
Главной туристической локацией района является Nansha Wetland Park (Ваньцинша), где посетители с лодок и смотровых вышек могут наблюдать за перелётными птицами и цветением лилий.
В саду Пучжоу (субрайон Наньша) расположены храмовый комплекс Мацзу с большой статуей богини, копии китайских и европейских кварталов, живописное озеро с беседками, парк развлечений с аттракционами, колесом обозрения, пляжем, многочисленными кафе и пиратским кораблём у набережной. В соседнем парке Люцзин на горе Дацзяо возвышается пагода. Южнее расположена Nansha Coastal Tourism Scenic Area, которая включает в свой состав парк Дацзяошань Хайбинь и отельный комплекс.

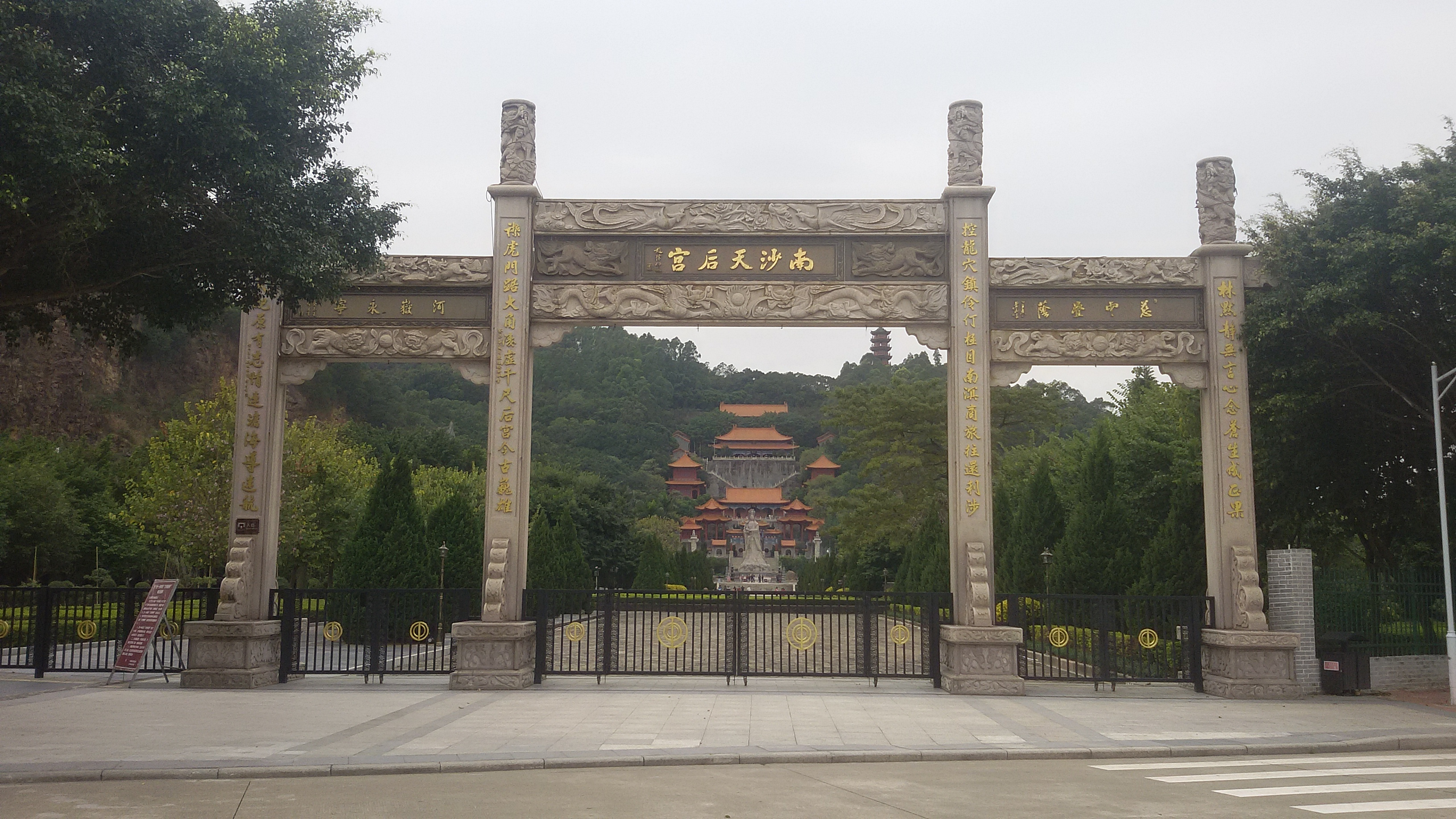
Ворота в храм Мацзу
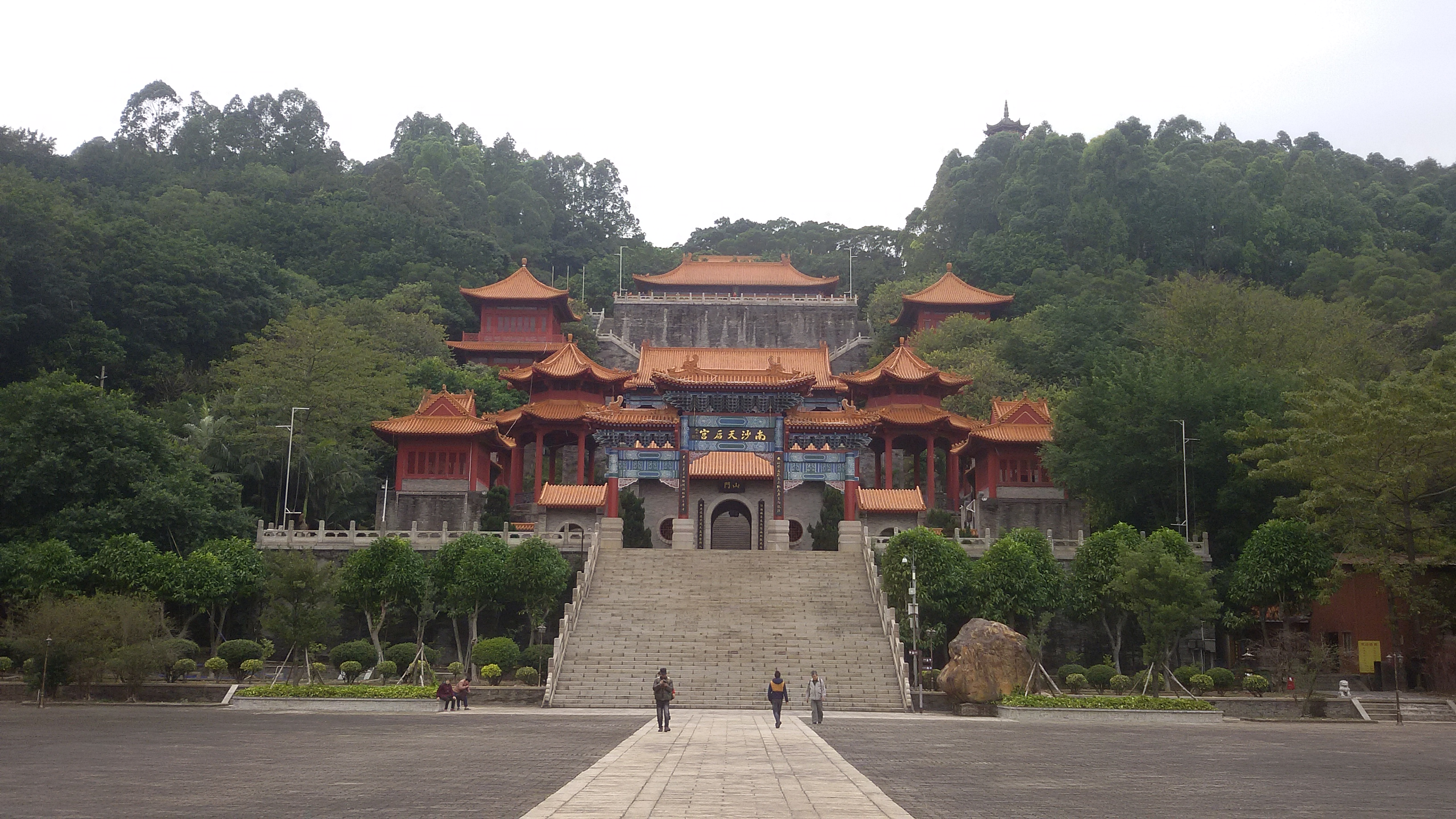
Храм Мацзу
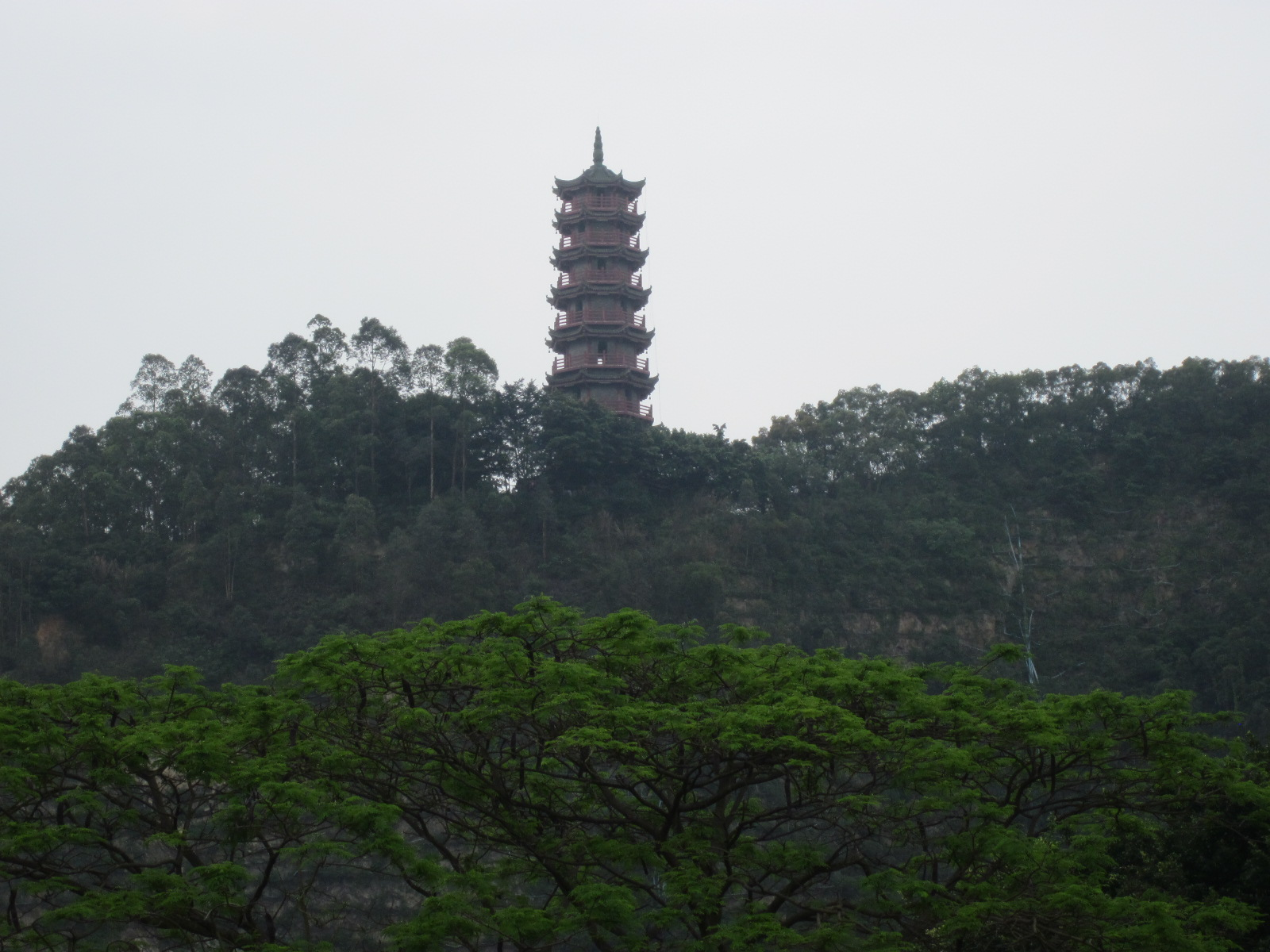
Пагода на горе Дацзяо
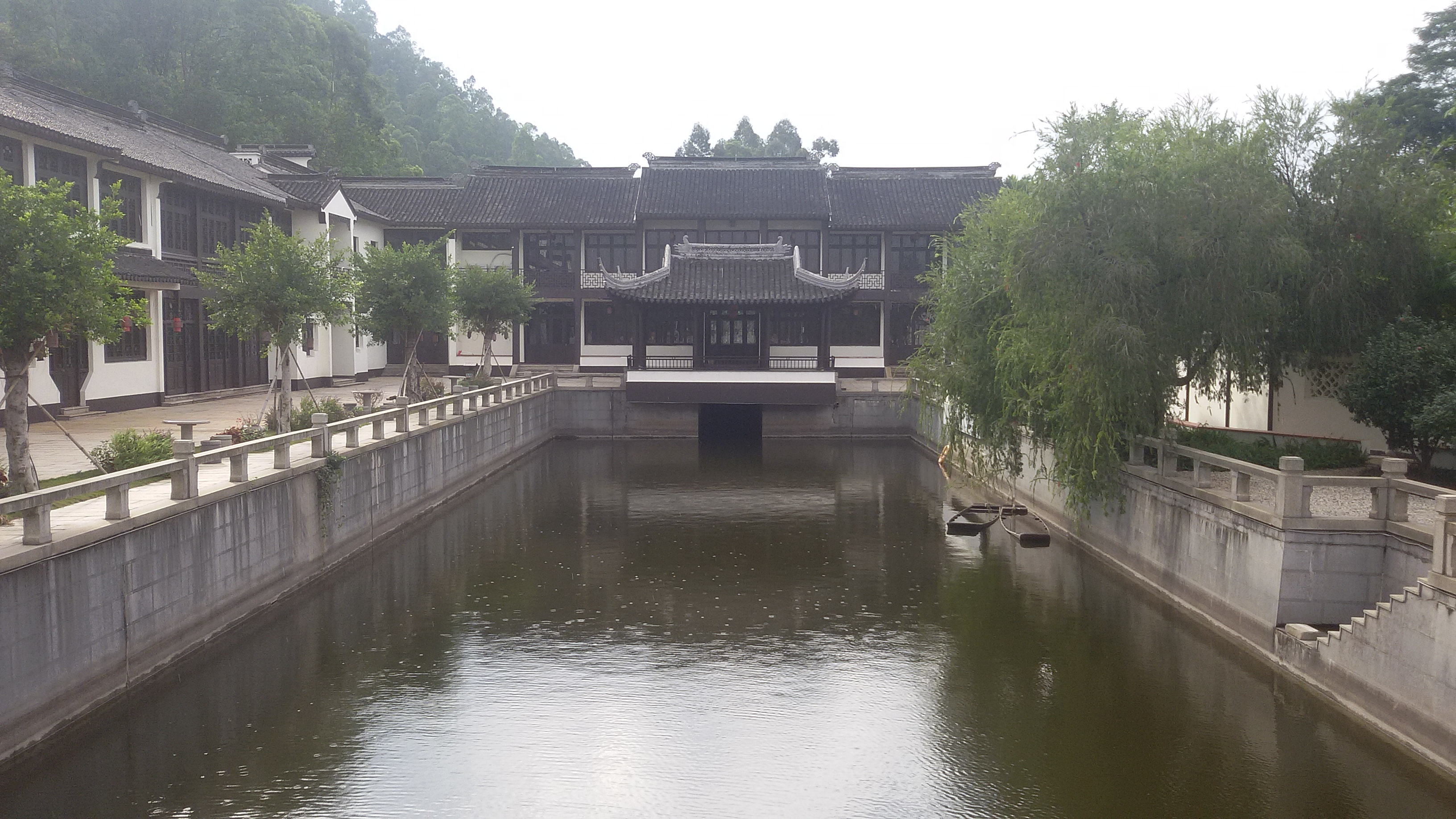
Китайский квартал в саду Пучжоу
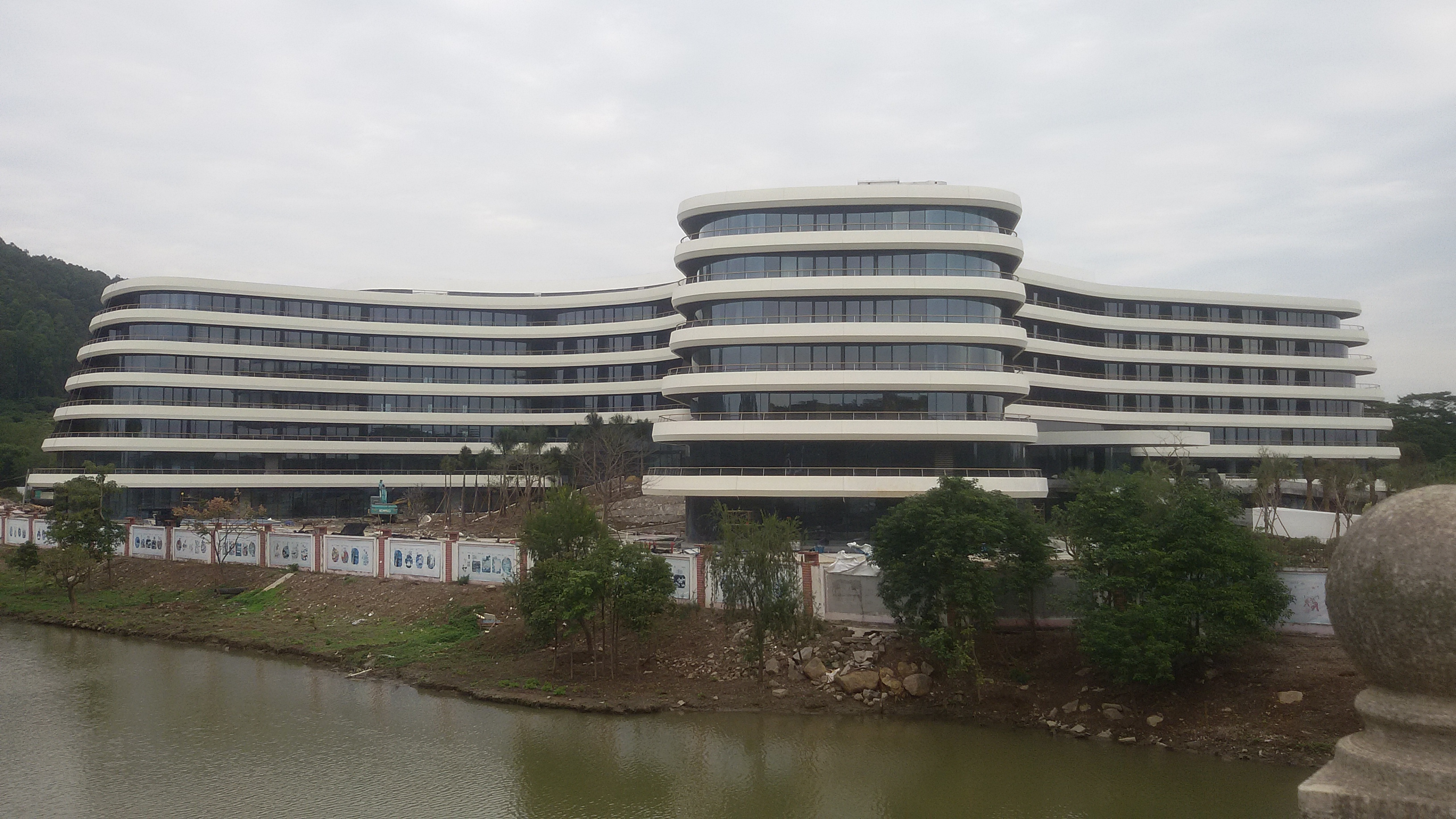
Отель LN Garden

В районе расположено несколько крупных гостиниц (в том числе Sheraton Guangzhou Nansha, Nansha International, Nansha Grand Hotel, Nanhong Ausotel, LN Garden, Nansha Aoyuan Health City, Nansha Stone Inn, Vienna Hotel, 7 Days Inn, отель в офисном комплексе Nansha World Trade Center и отель в жилом комплексе Wanda Plaza), а также гольф-клуб Наньша.

### Сельское хозяйство
В низменных районах дельты реки и на островах выращивают уток, кур, рис, овощи, бананы и сахарный тростник, заготавливают камыши, ловят рыбу, креветок и крабов.

### Розничная торговля
Крупнейшим торговым центром района Наньша является Wanda Plaza. Имеется несколько традиционных «мокрых» рынков, где продают морепродукты и рыбу.

## Транспорт

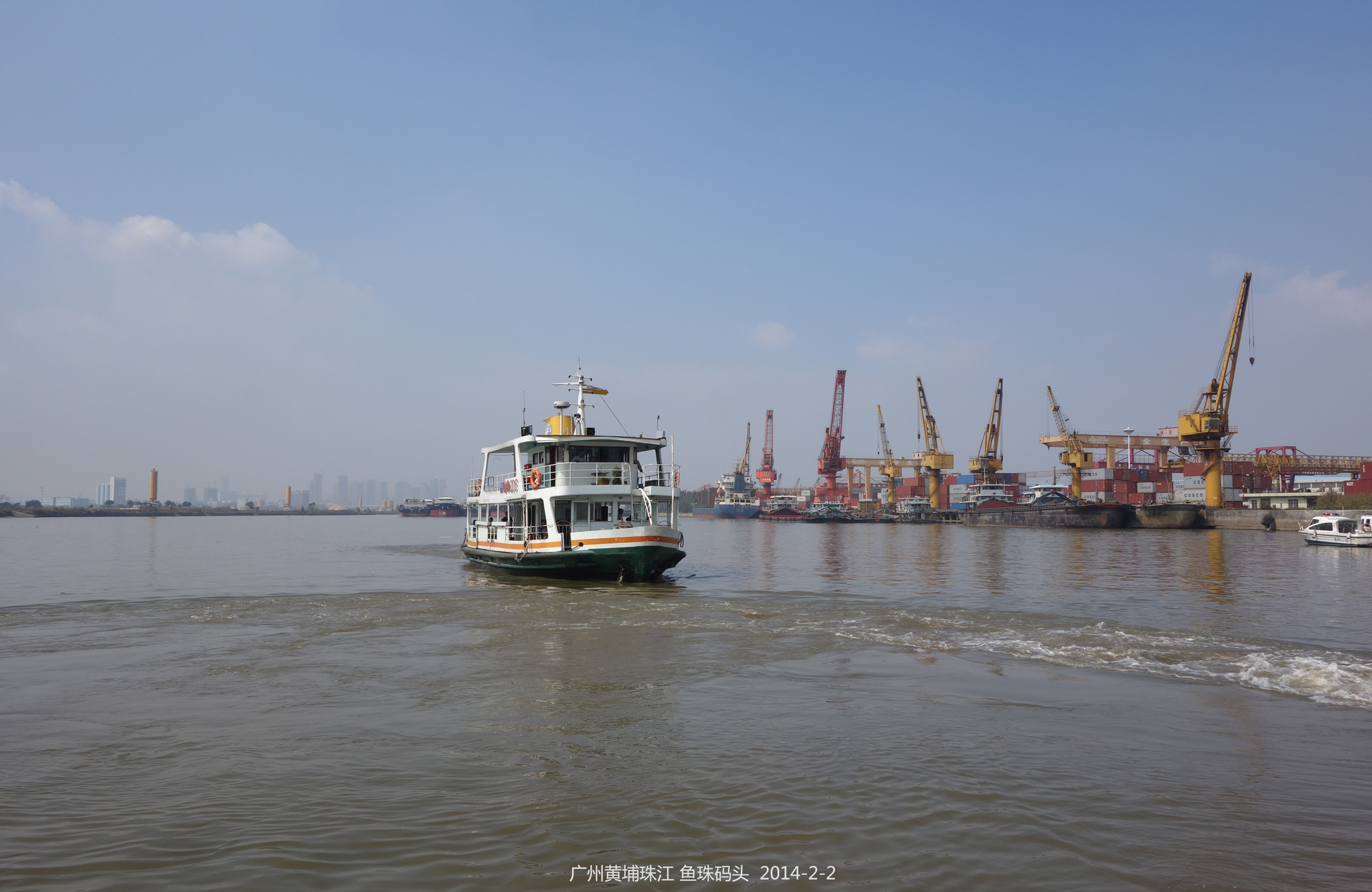
Порт Гуанчжоу

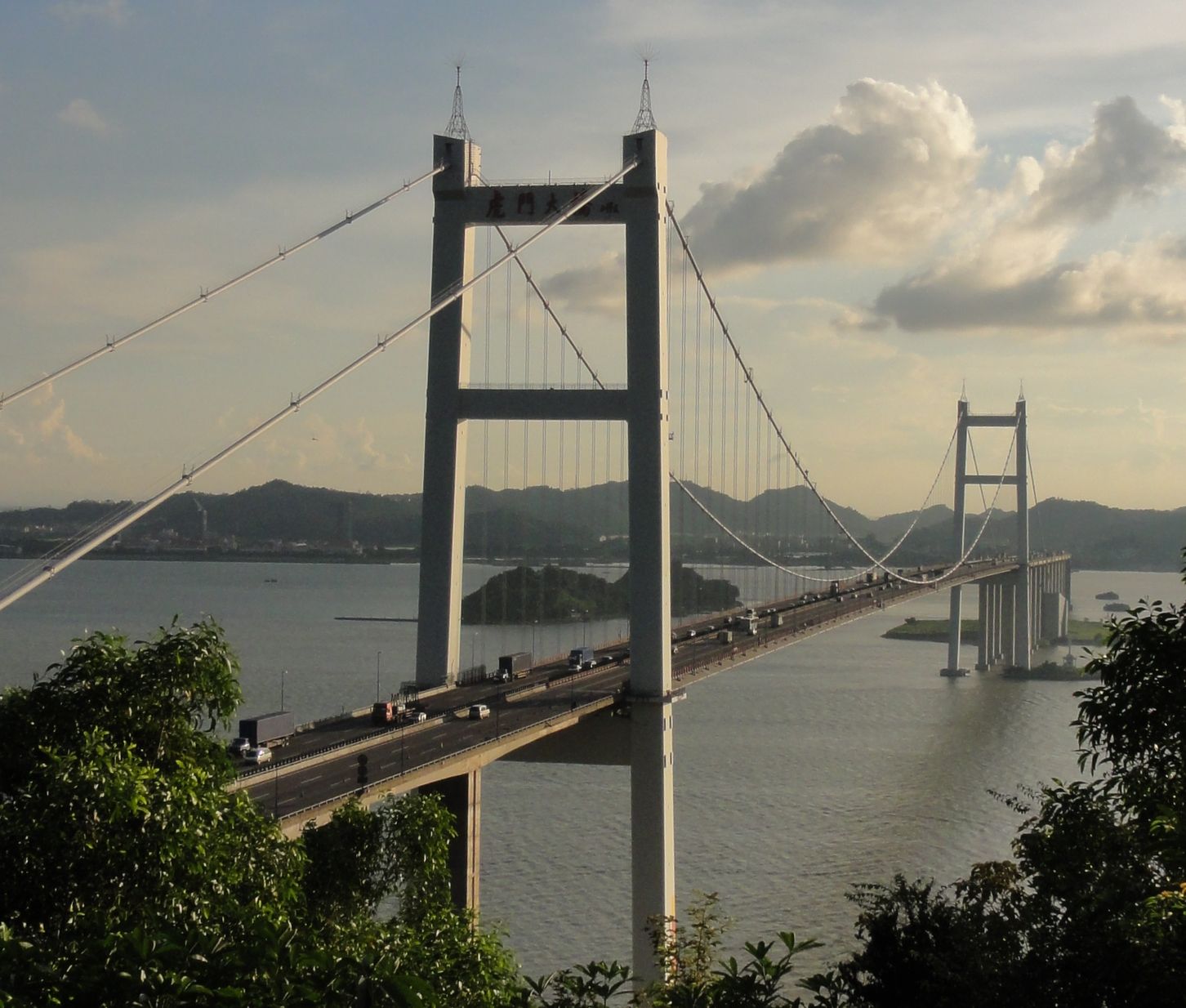
Хумэньский мост

В районе Наньша расположены основные причалы порта Гуанчжоу. Кроме непосредственно Гуанчжоу, он обслуживает соседние округа Фошань и Чжуншань, а также Гуанси-Чжуанский автономный район, провинции Хунань, Цзянси, Гуйчжоу, Сычуань и Юньнань. По итогам 2019 года порт Гуанчжоу вошёл в пятёрку крупнейших контейнерных портов мира. Портом управляет государственная компания Guangzhou Port Group. Во время приливов в порт могут заходить суда дедвейтом 100 тыс. тонн.
Через порт Гуанчжоу осуществляется экспорт и импорт контейнеров с готовыми товарами и комплектующими (электроника, бытовые приборы, одежда, обувь, мебель, керамика, игрушки, промышленное оборудование, аккумуляторы и солнечные панели), а также перевалка нефти, угля, железной руды, зерна, пищевых масел, химических удобрений, стали, металлоконструкций, строительных материалов и автомобилей.
Через район проходят грузовая железная дорога «Наньшаган», которая связывает зону свободной торговли с округами Чжуншань, Фошань и Цзянмынь, а также скоростные автомобильные магистрали S105 (порт Наньша — Хайчжу), G0425 (Гуанчжоу — Макао), G9411 (Дунгуань — Фошань) и G1501 (Вторая кольцевая дорога Гуанчжоу). В границах района имеется несколько значительных автомобильных мостов, крупнейшим из которых является мост Хумэнь, соединяющий Наньша и Дунгуань.
На станции Циншэн останавливаются поезда скоростной железной дороги Гуанчжоу — Шэньчжэнь — Гонконг. Район Наньша соединён с центром Гуанчжоу 4-й и 18-й линиями метро. Также имеются большой паромный терминал (Nansha Ferry Port), с которого скоростные суда доставляют пассажиров в Гонконг и Чжухай, широкая сеть муниципальных и частных автобусных маршрутов.
Важное значение имеют судоходные маршруты в Юго-Восточную Азию, Западную Европу, Северную и Латинскую Америку, а также грузовые железнодорожные перевозки, связывающие порт Наньша с Западной Европой.

## Наука и образование

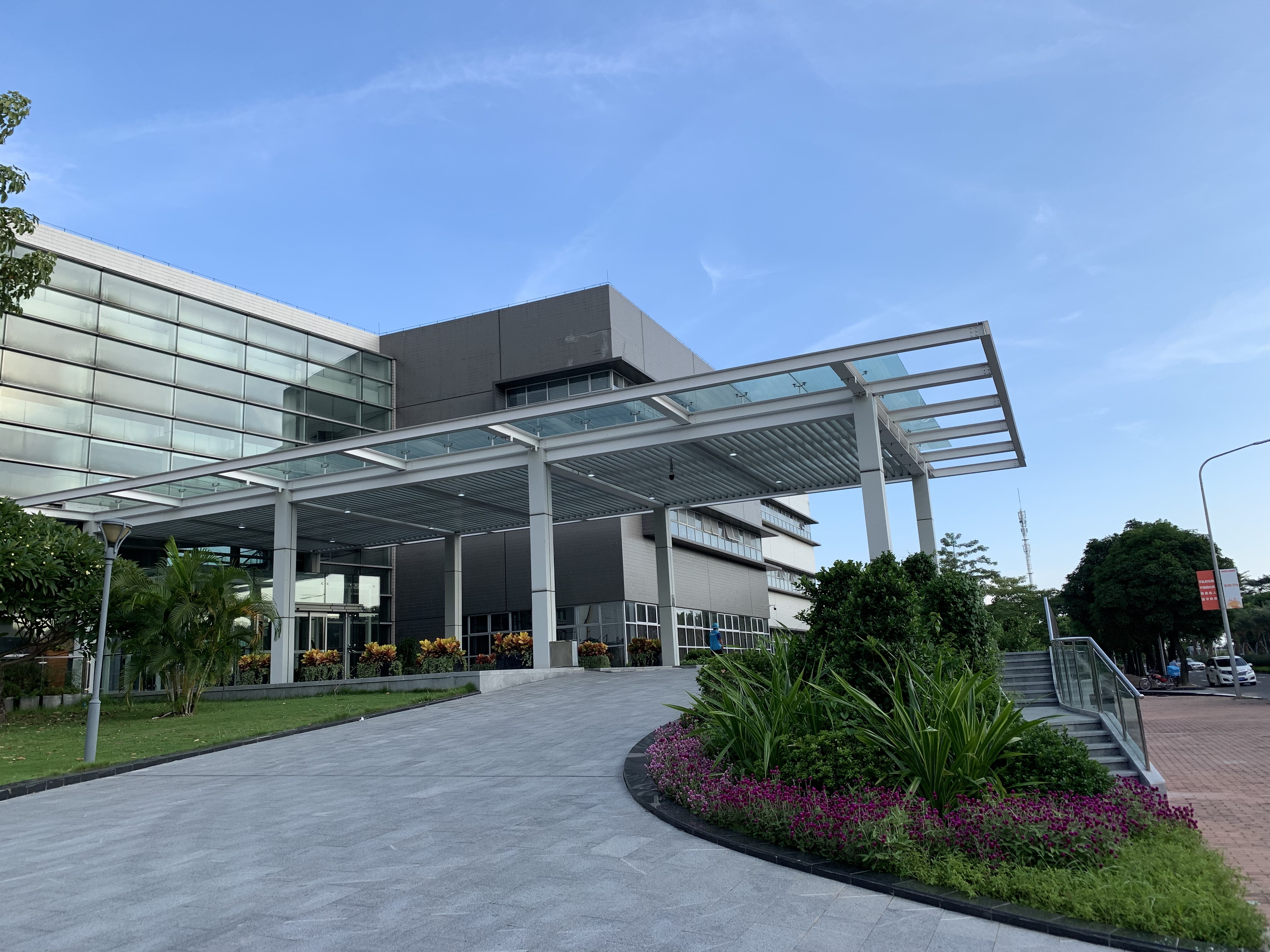
Исследовательский институт Гонконгского университета науки и технологии

В Наньша имеется широкая сеть государственных детских садов, начальных и средних школ, профтехучилищ, районных библиотек и курсов повышения квалификации. В районе расположены кампус и исследовательский институт Гонконгского университета науки и технологии, а также глобальный учебно-подготовительный центр банковской группы HSBC, рассчитанный на 14 тыс. студентов.

## Культура
В зоне свободной торговли Наньша, на территории ландшафтного парка Байванькуйюань регулярно проводятся цветочные фестивали и музыкальные концерты.
Храмовый комплекс Мацзу служит местом паломничества жителей со всего Гуандуна.

## Галерея

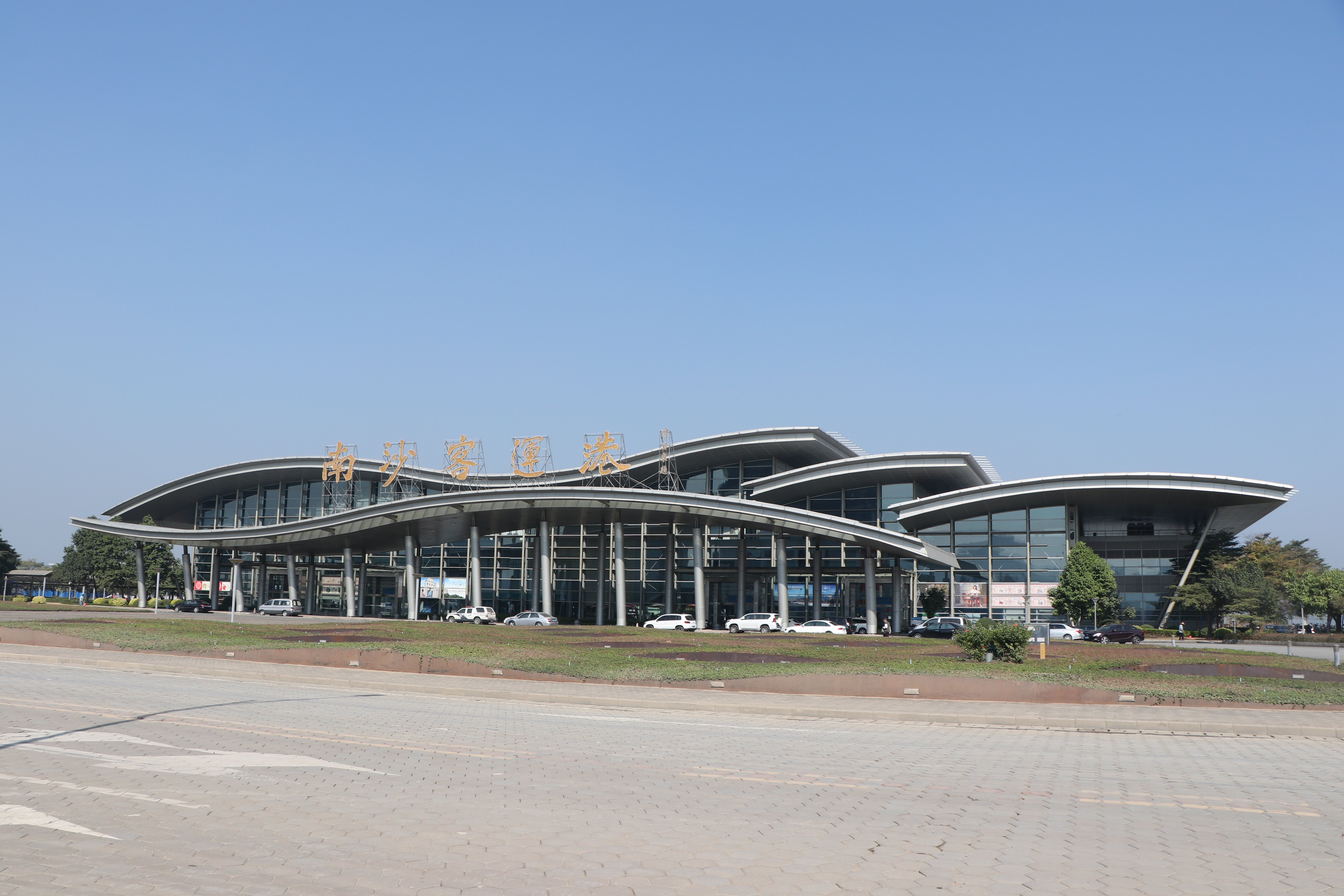
Паромный терминал Наньша
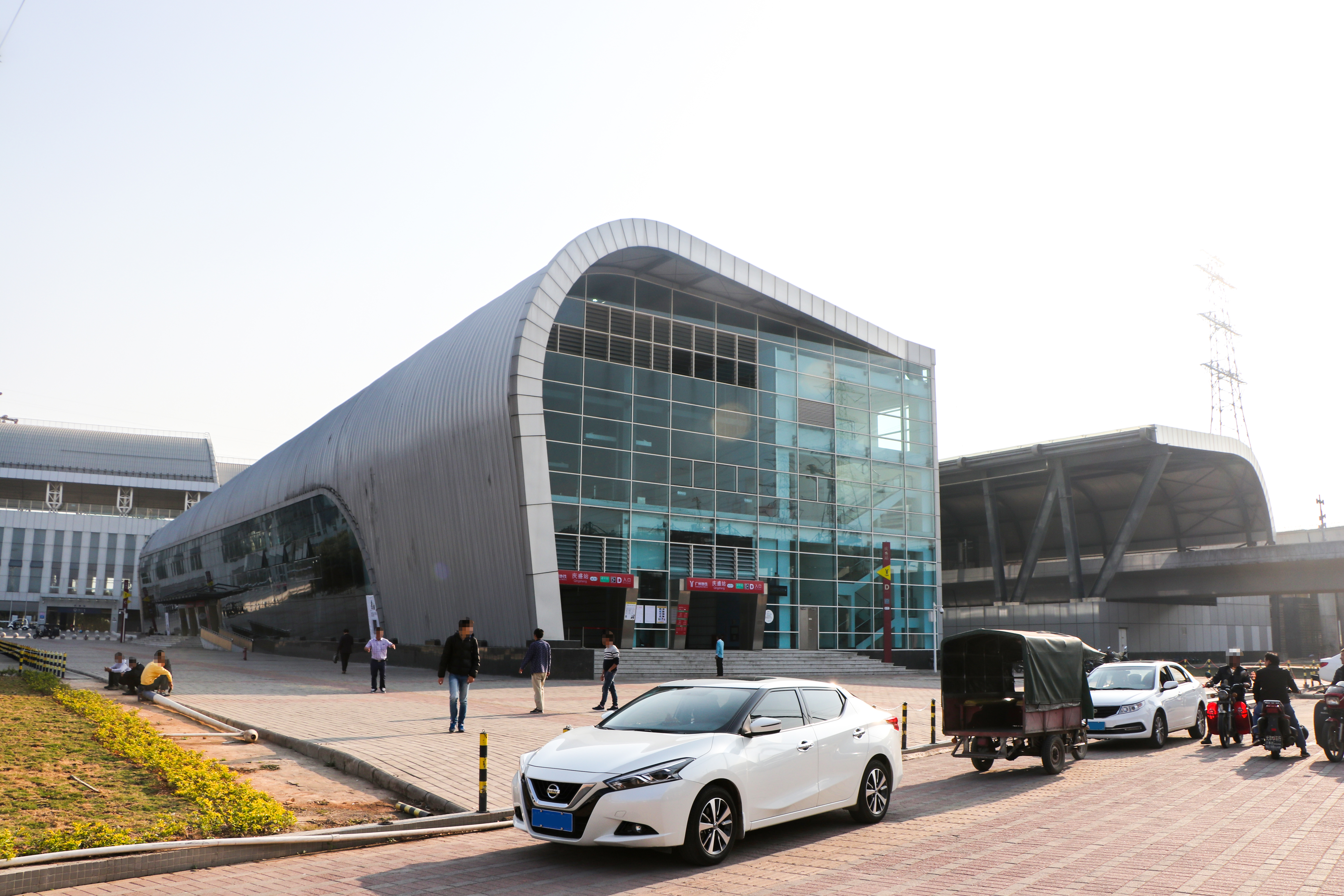
Станция метро Циншэн
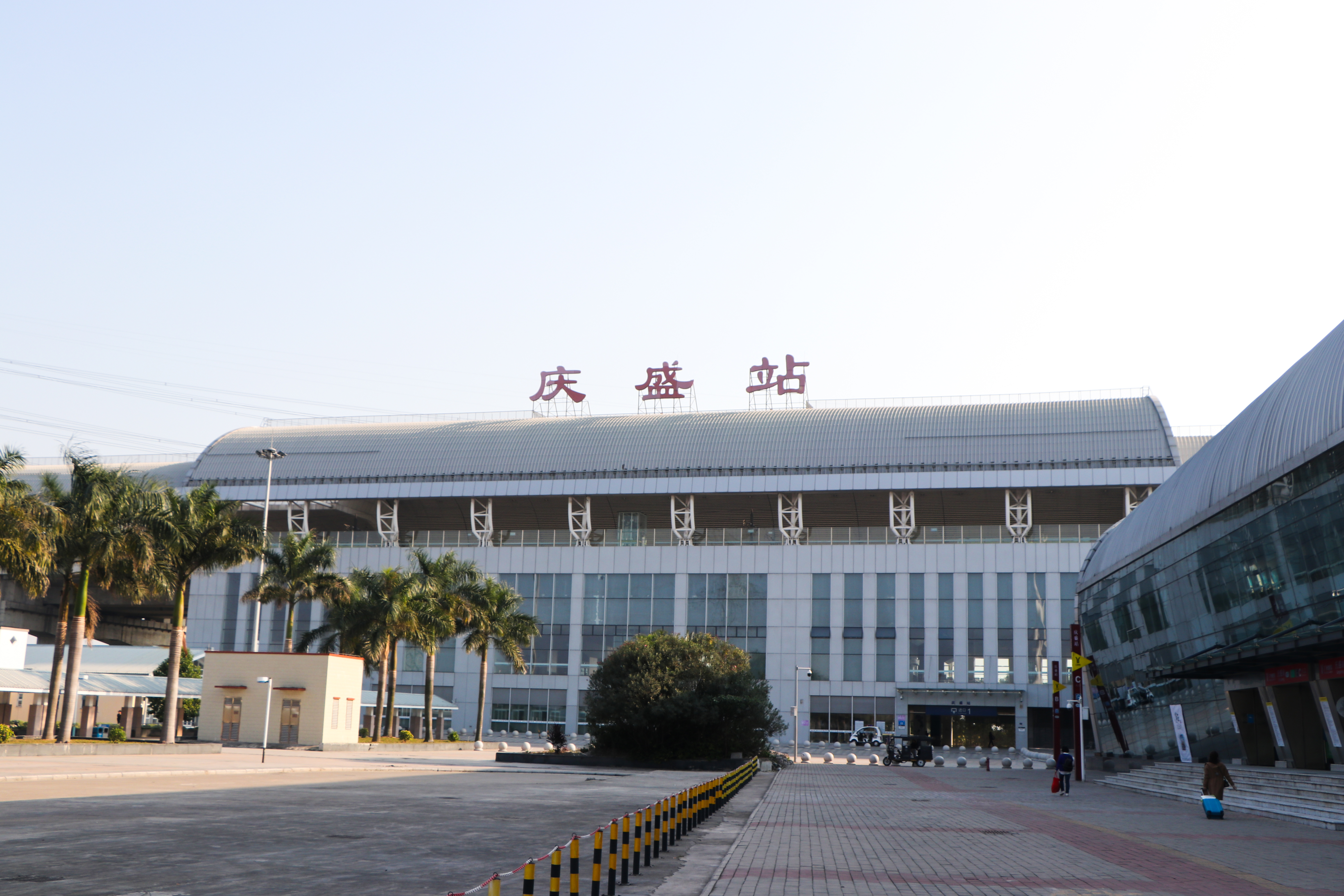
Вокзал Циншэн
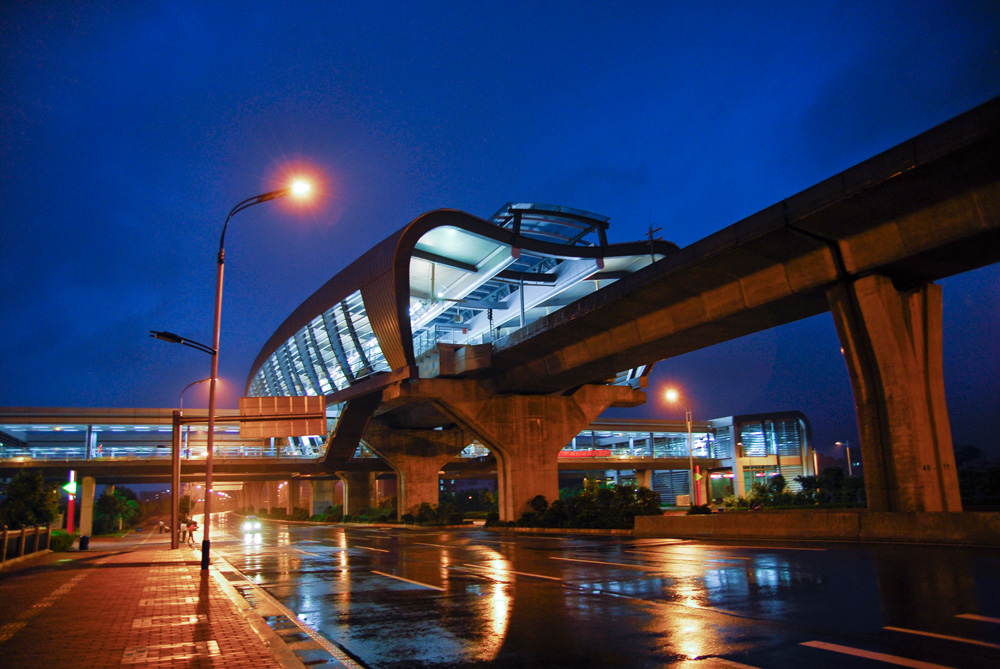
Станция метро Хуангэ Ауто Таун
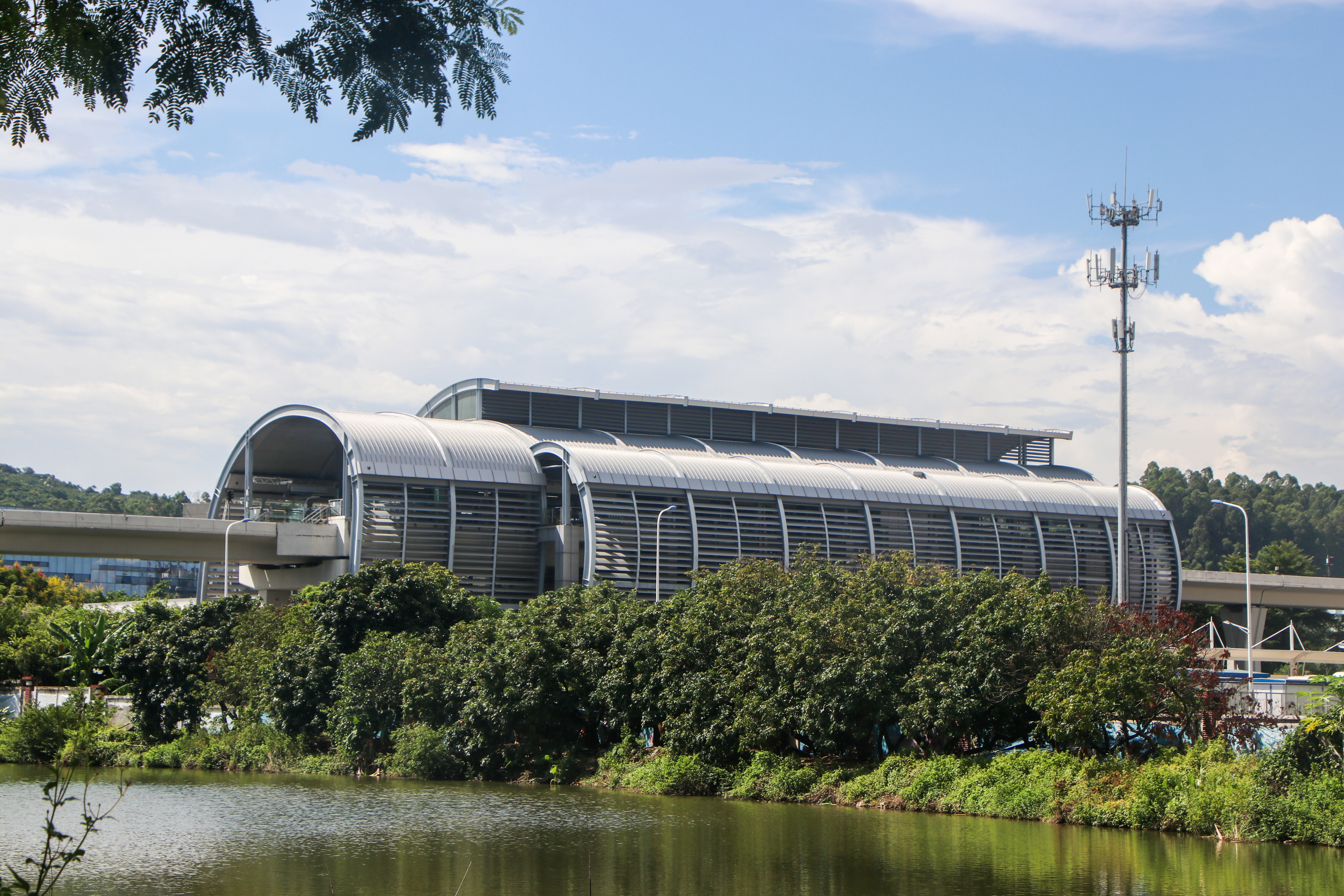
Станция метро Цзяомэнь
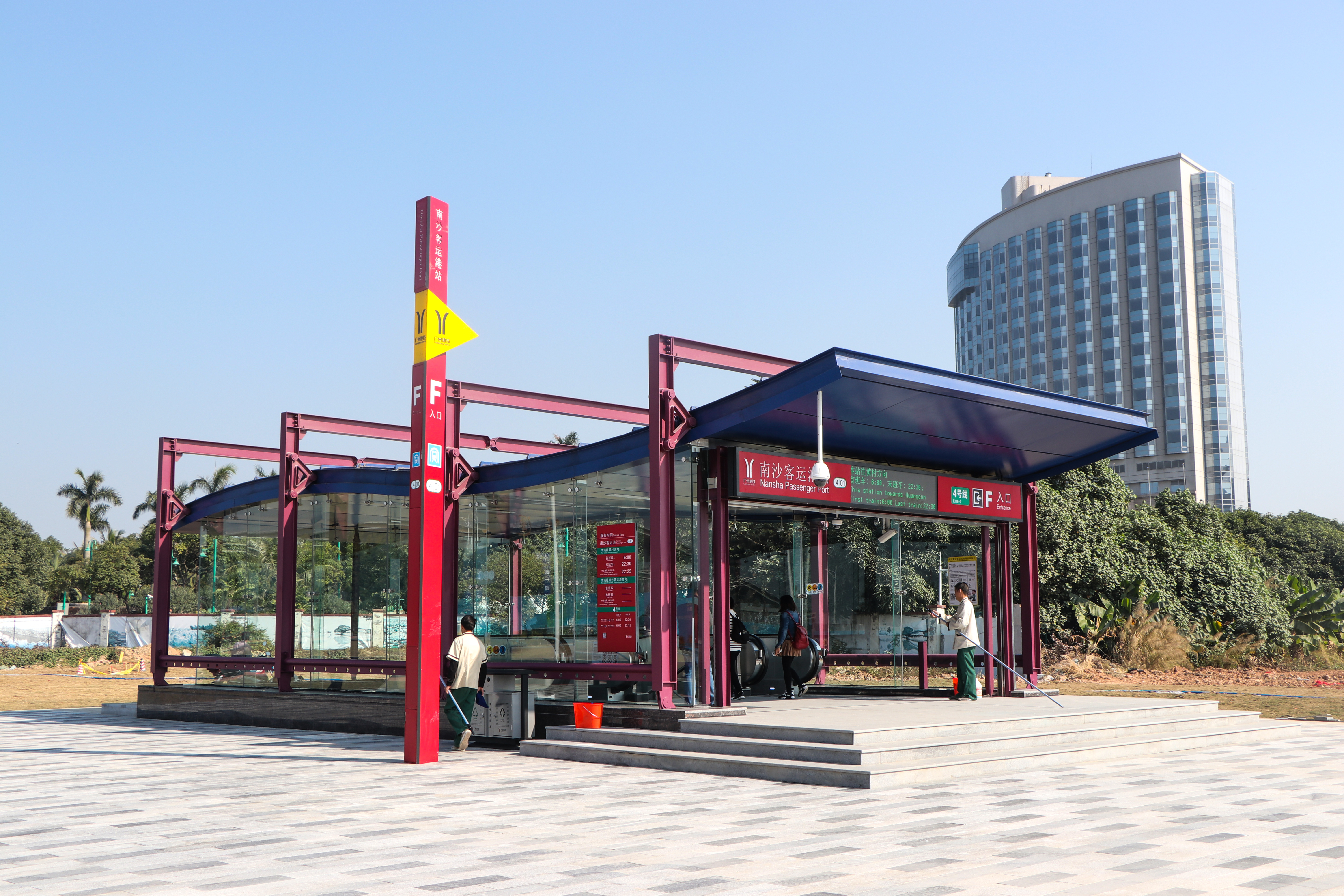
Станция метро Пассажирский порт
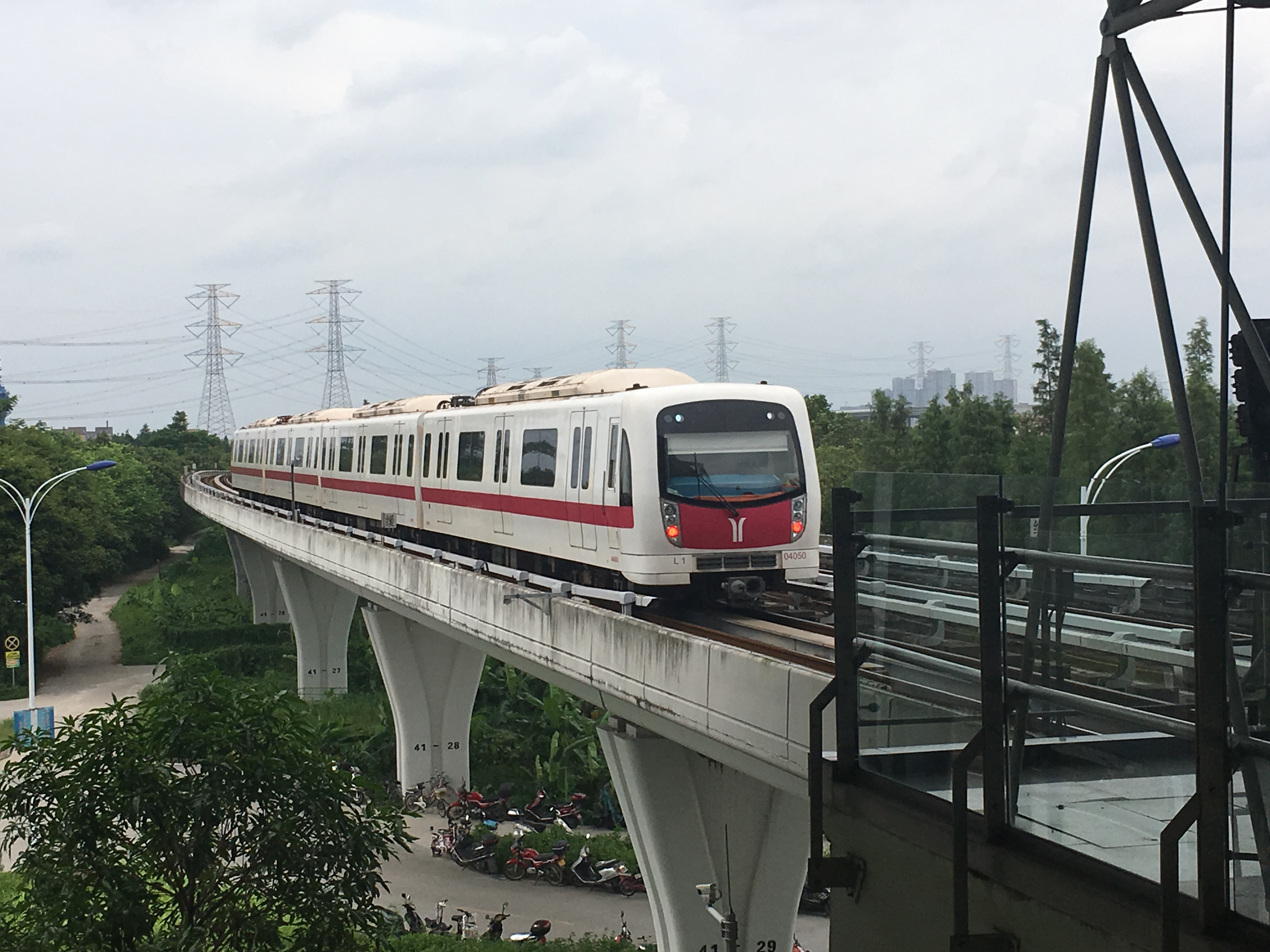
4-я линия метро
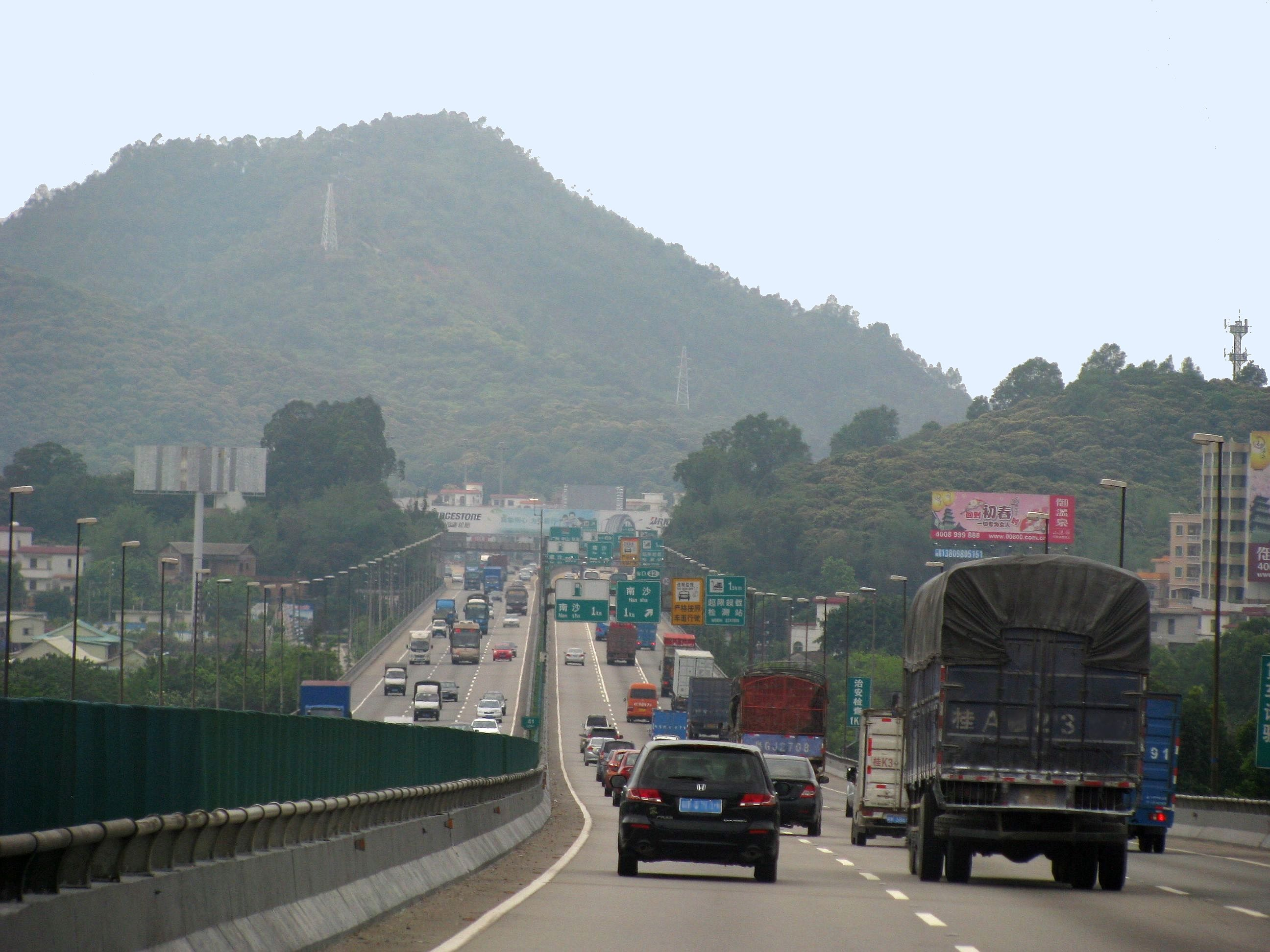
Шоссе G9411
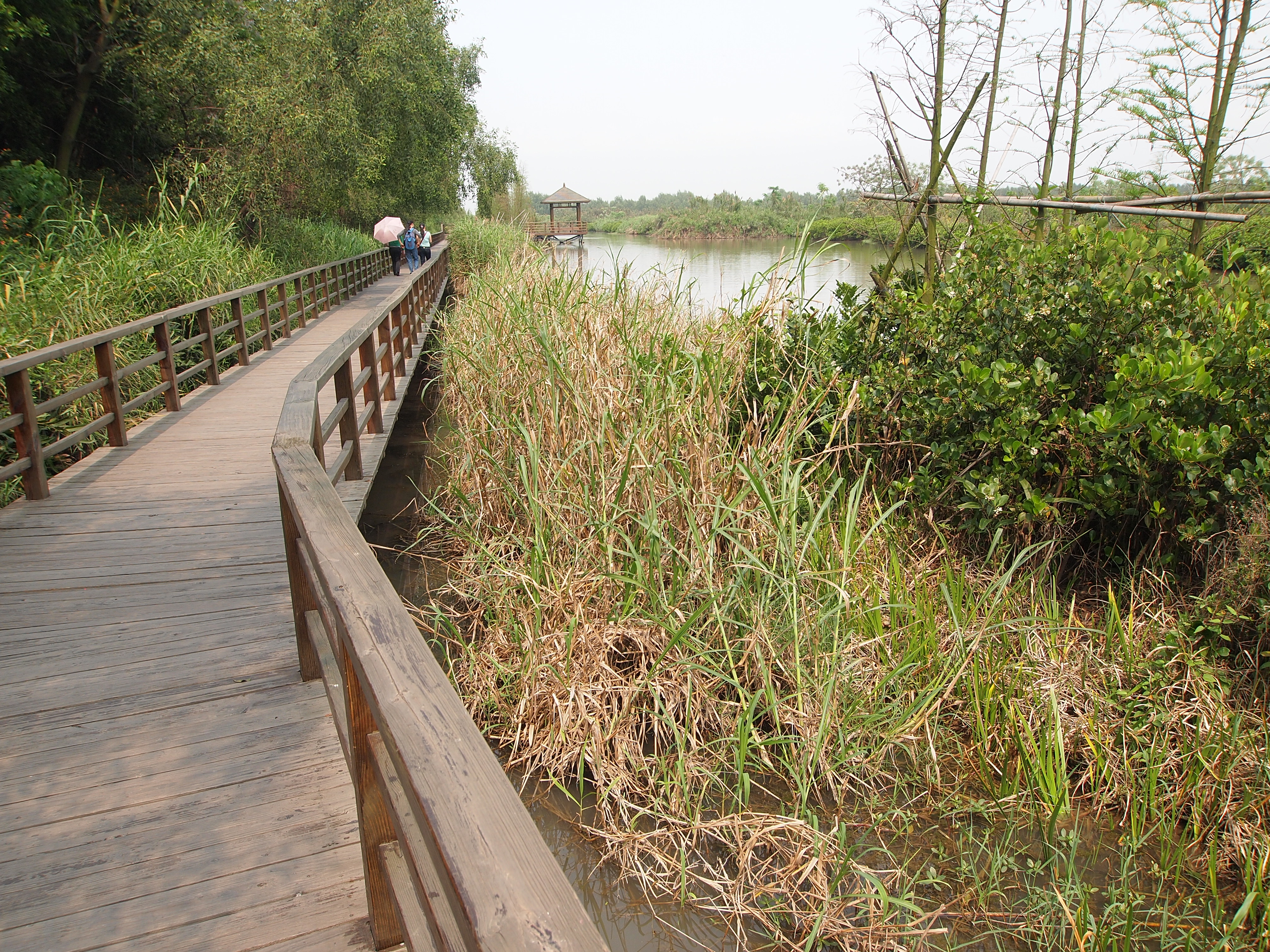
Nansha Wetland Park
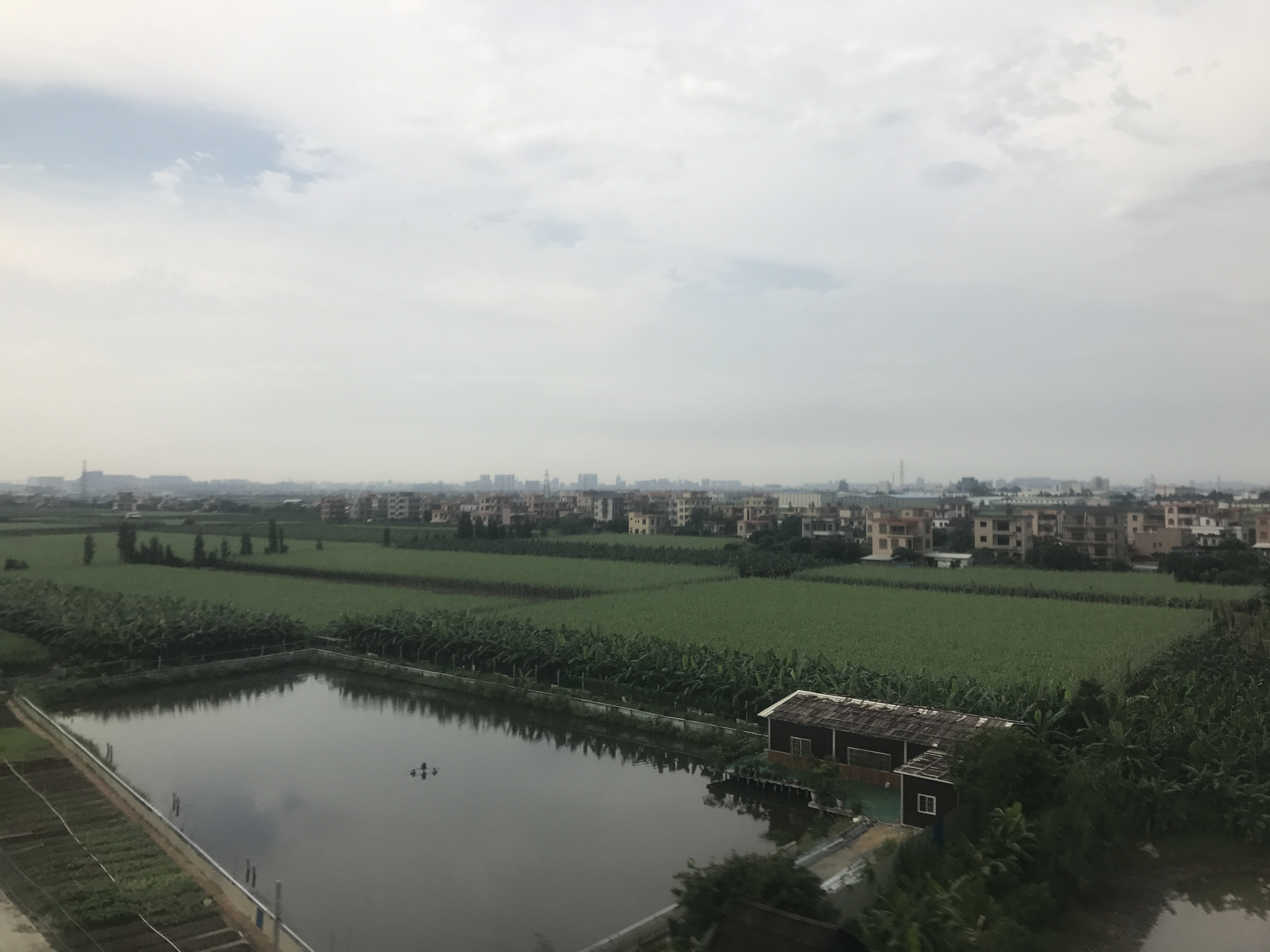
Поля и огороды